# Zhou Suhong
Zhou Suhong (chinês tradicional: 周蘇紅; Suzhou, 23 de abril de 1979) é uma jogadora de voleibol chinesa, duas vezes medalhista em Jogos Olímpicos.
Zhou estreou nos Jogos Olímpicos de 2004, em Atenas, onde conquistou a medalha de ouro com a seleção chinesa. Quatro anos depois esteve competindo em casa, nos Jogos de Pequim, onde obteve uma nova medalha olímpica, dessa vez de bronze.